# 한국법무보호복지공단
한국법무보호복지공단(韓國法務保護福祉公團, Korea Rehabilitation Agency)은 보호관찰등에관한법률에 의하여 1995년 6월 설립된 공법인으로 교도소 등에서 구금생활로 인하여 사회 적응력이 부족한 출소자들에게 보다 더 쉽게 사회에 정착할 수 있도록 '교도소와 사회를 이어주는 다리' 역할을 함으로써 출소자들의 건전한 사회복귀를 촉진하고, 효율적인 범죄예방활동을 전개하여 개인 및 공공의 복지를 증진시키는 국가형사정책 수행기관이다. 법무부 산하 기타공공기관으로 지정되어 있으며 서울특별시 양천구 목동대로 93(신정동 330-11)에 있었지만 현재 경상북도 김천시 혁신1로 86  김천혁신도시로 이전하였다.

## 연혁
- 1942년 3월 23일: 사법보호회 설립(조선사법보호사업령 제정)
- 1953년 3월 23일: 사)중앙사법보호협회 설립(법무부 공고 제25호)
- 1961년 9월 30일: 갱생보호법 제정공포 (법률 제 730호), 중앙갱생보호지도회, 지방갱생보호소 (8개소) 설립
- 1995년 6월 1일:	한국갱생보호공단 설립, 갱생보호회의 권리와 의무 공단에 승계
- 2009년 3월 27일: 한국법무보호복지공단 기관명칭 변경

## 조직(1사무처, 1교육원, 19지부, 7지소, 7기술교육원)
<본부>
이사장
- 이사회
- 감사
- 감사실

#### 사무총장
- 행정관리부
  - 인사총무팀
  - 재무회계팀
  - 법무팀
- 기획전략부
  - 기획예산팀
  - 혁신홍보팀
- 보호정책부
  - 보호사업팀
  - 정보화팀
- 취업지원부
  - 취업전담팀
  - 직업훈련팀
- 시설사업부
  - 시설관리팀
  - 방호환경팀

- 법무보호교육원
  - 교육연구과
  - 가족희망센터

##### <19지부>
- 서울지부
- 서울동부지부
  - 여성기술교육원
- 인천지부
  - 용접기술교육원
- 경기지부
- 경기남부지부
- 경기북부지부
- 강원지부
- 강원동부지부
- 대전지부
- 충남지부
  - 자동차정비기술교육원
- 충북지부
- 대구지부
- 경북지부
  - 전기기술교육원
- 부산지부
- 울산지부
  - 용접기술교육원
- 경남지부
  - 기계가공기술교육원
- 광주전남지부
- 전북지부
  - 영농기술교육원
- 제주지부

<7지소>
- 서울서부지소
- 서울북부지소
- 경기동부지소
- 경북서부지소
- 경남서부지소
- 전남동부지소
- 광주남부지소